# Bibliothèque de l'École des Chartes
La Bibliothèque de l'École des Chartes (abreviada como “BEC" o "BECh") es una revista de historia francesa.
Fundada en 1839, es una de las revistas científicas francesas más antiguas. Sus publicaciones se centran esencialmente en las ciencias auxiliares de la historia.

## Descripción
Una de las revistas científicas francesas más antiguas, la Bibliothèque de la École des Chartes ha sido publicada por la Société de l'École des Chartes desde noviembre de 1939. Aunque no depende directamente de la École des Chartes y sus páginas están abiertas a todos los investigadores, se considera la tribuna de la investigación de esta institución.
Los artículos están dedicados “al estudio crítico y la explotación de materiales históricos", es decir, la historia y sus fuentes, la diplomacia, la archivística, la paleografía, filología o la historia del libro.
Cada año se publican dos números. Contienen artículos, reseñas de libros e información sobre los cartistas durante el año pasado. Desde 1995, una de las dos entregas anuales se dedica íntegramente a un tema, mientras que la otra se compone de mezclas. Las tablas se publican periódicamente.
La revista se distribuye en la Librería Droz de Ginebra desde 1966.
Los números antiguos de la revista (desde 1840) se han digitalizado hasta el año N-10. Están disponibles, así como el índice de autores, en el portal Persée.

## Dirección
- [1839… 1971]
- 1971 : Bernard Barbiche (1937-);
- 1982 : Emmanuel Poulle (1928-2011);
- 1995 : Olivier Guyotjeannin (1959-);[7]
- 2005 : Olivier Poncet (1969-) y Marc Smith (1963-);[8]
- 2014 : Cédric Giraud (1977-);
- 2020 - (en cours) : David Feutry (1983-)